# 아담

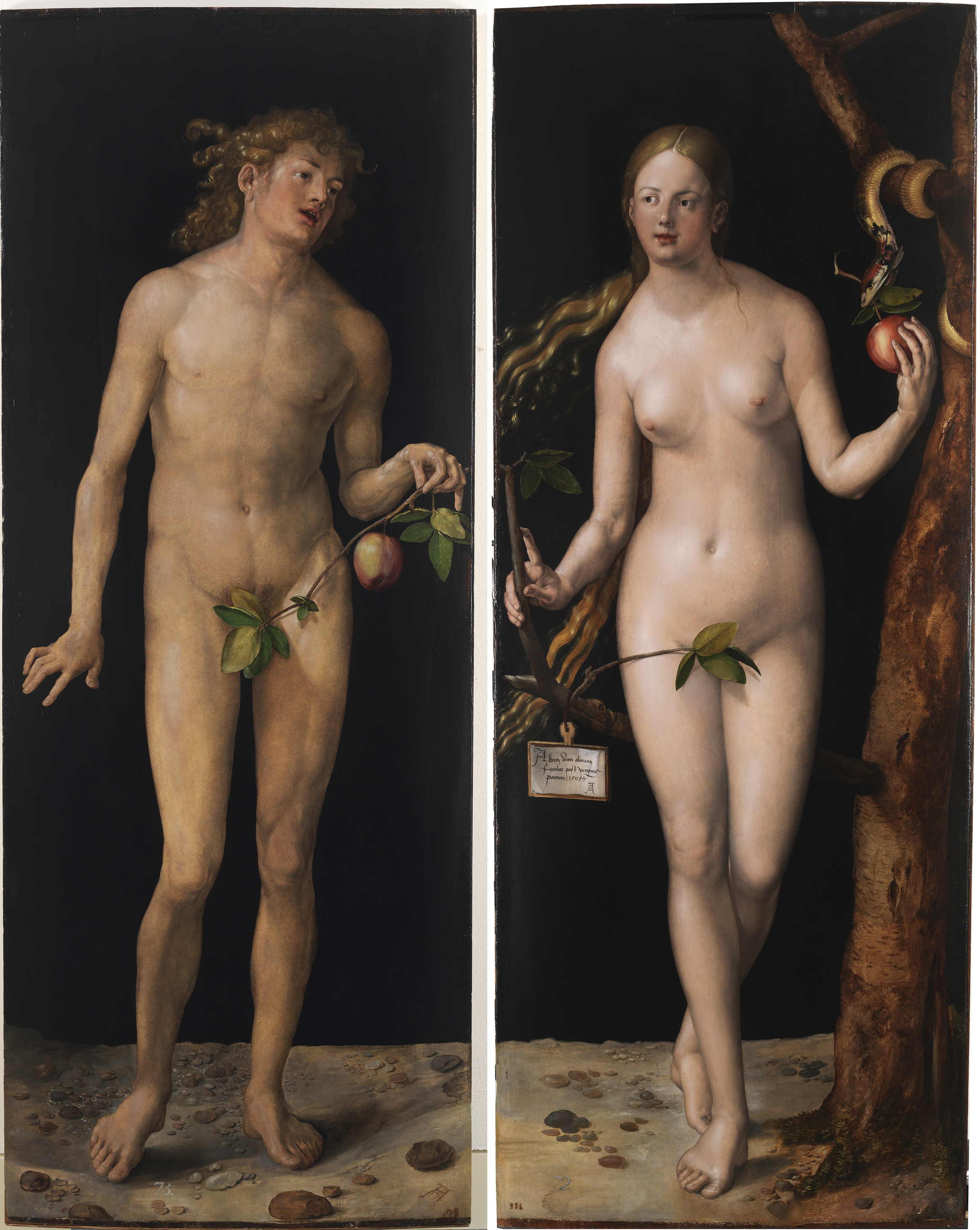
아담과 하와, 뒤러의 작품

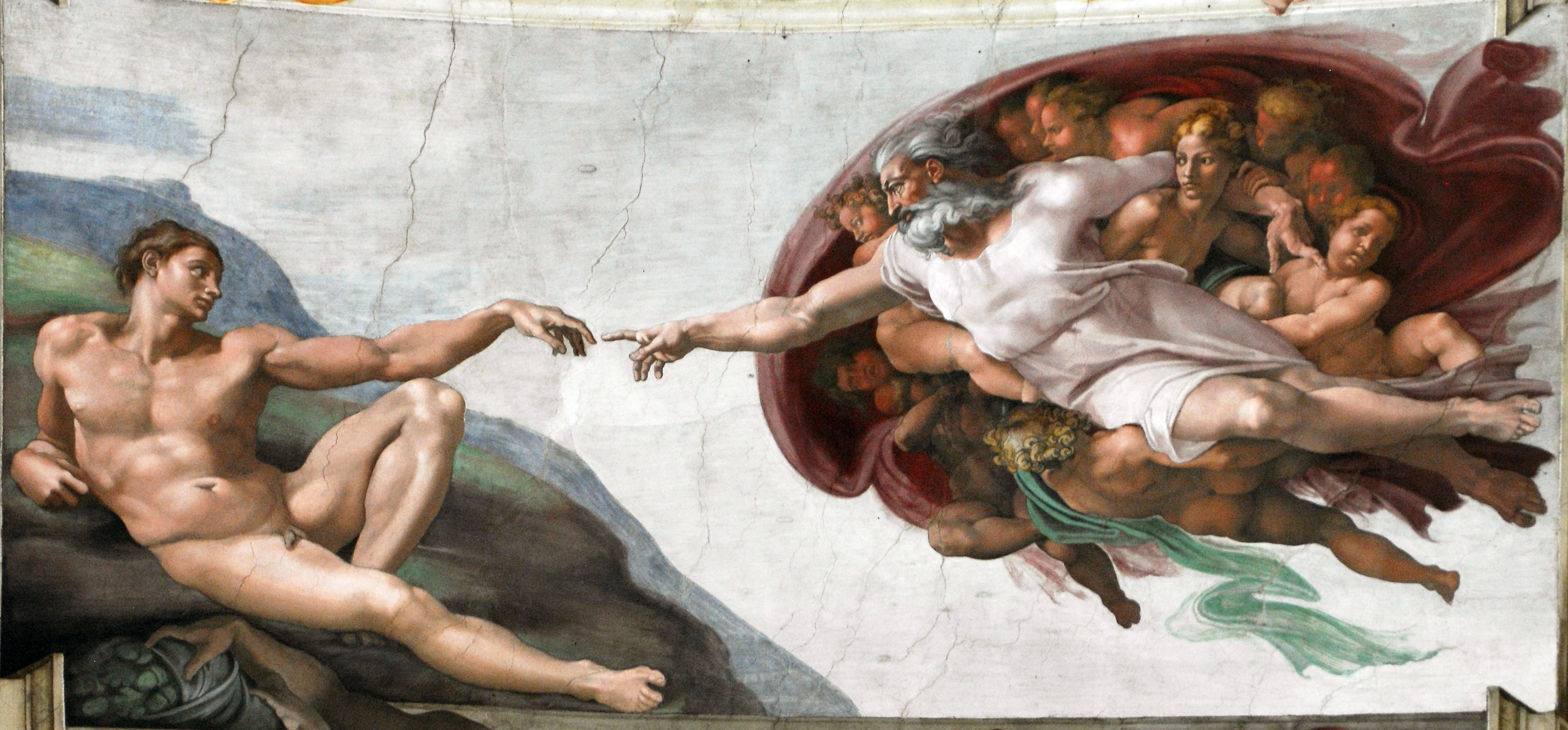
미켈란젤로에 의해서 그려진, 시스티나 성당 천정의 프레스코화

아담(영어: Adam, 히브리어: אָדָם 아담, 아랍어: آدم)은 구약성경의 창세기에 등장하는 최초의 인간이다. 히브리어 אדם (아담)은 אֲדָמָה (아다마, 흙)에서 유래하였으며 א (God, 신)와 דם (blood, 피)이 결합된 형태를 취한다. 아담은 성경에서 사람이나 인류 전체를 가리키는 대명사로도 사용된다.
구약성경 창세기에서는 2장 창조된 최초의 인간으로 등장하여 3장 하와와 함께 선악과를 먹어 타락하고 4장 그의 자손 가인과 아벨의 살인 사건을 거쳐 5장 아담 계보를 남기고 역사 속으로 사라진다. 에티오피아 정교회 등 소수의 종파가 남긴 전승이나 희년서, 에녹서 등 외경에서도 아담의 생애가 상세하게 전해지고 있으나 다수의 종파에서는 정경으로 인정하지 않는다. 유대교, 이슬람교, 만다야교, 바하이교에서는 예언자였다는 기록이 전해진다.
유신진화론에서는 지구 역사의 어느 시점에 하나님이 개입하여 인류에게 영혼이 생겼다고 보고 있다. 유신진화론 단체인 바이오로고스(BioLogos)에서는 아담과 이브는 이 초기 인류의 영적 대표자였을 것으로 해석한다.

## 어원
아담이라는 말은 히브리어로 흙을 의미하는 '아다마'(히브리어: אֲדָמָה)라는 단어의 남성형이다. 이 단어는 동시에 사람이라는 뜻도 가지는데, 사람 개인이나 인류 전체를 가리키는 대명사로 사용된다. 창세기 1장에서는 보통명사로 사용되고 있으며 2장, 3장에서는 보통명사이자 고유명사로 사용된다. 그러나 4장 25절, 5장 3절 이전에서는 한 사람을 가리키는 대명사로 사용되었는지 그 용례는 확인할 수 없다.
2장 7절에서는 흙으로 사람을 지었다는 이야기로 이 이름의 어원을 소개한다. 3장 19절에서는 흙으로로 만들어졌기 때문에 죽으면 흙으로 돌아간다는 이야기도 나타난다. 이는 라틴어의  homo나  humanus, 그리스어의 έπιχθόνιος, 독일어의  gam, 영어의 groom의 어원과도 합치한다.

## 유대교

### 출생 배경
유대교에서는 아담은 야훼의 천지창조 7일 중에 여섯째 날에 창조되었으며, 영은 첫째날에 생겨났다고 본다. 육체를 영혼이 만들어진 다음에 만든 것에 대해 탈무드는 그것이 인간들이 자신의 중요성에 대해 과소평가를 하여 교만하게 되지 않고, 또한 어떤 사람이 교만한 말을 하는 상황에서 "벌레도 그보다 먼저 지어졌다."라고 상기시키기 위한 목적이 있었다고 해석한다. 또한 야훼는 사람을 먼저 만드는 세상에서 후에 자신을 믿지 않는 이들이 "신은 창조를 하는 데 있어 누군가의 도움이 필요했다!"라고 할 것을 미리 보았기 때문이었다.
아담을 창조하기 전에 야훼가 '우리가 사람을 만들자'라고 말한 것은 야훼가 삼위일체기 때문에 그런 것이라는 기독교의 주장과는 달리 유대교는 그것보다 더 오래 전부터 야훼가 자신을 위해 봉사하는 특별한 천사들에게 말한 것이라 해석한다. 그 이유는, 왕이 법을 만들기 위해 현인들과 의논하듯, 야훼 그 자신도 똑같이 행했다는 말이며, 후에 인간들의 왕들에게도 법을 만들기 전에 현인들과 의논하여 정책을 만들라고 명령한다.
야훼는 그러한 논의에서 인간을 창조하려는 강력한 의지를 보였다. 천사들은 각자의 파벌로 나뉘어 그것을 반대하였고, 심지어 토라까지 인간들이 자신의 법과 가르침을 잘 따르지 않을 것이라며 반대하였다. 이것은 왕이 정당한 법을 위해서 때로는 왕의 권한으로 현인들과 대항할 것을 탈무드는 가르친다.
그렇게 하여 야훼는 히브리력 티슐레이월 1일에 아담을 창조하였다고 전한다.(BC 3760년 9월 26일) 야훼는 땅에게 명령하여 사람의 형태를 만들라 하였지만 땅이 아담과 그의 후손들이 자신을 더럽히고, 파괴할 것이라며 이를 거절하였다.
이에 야훼는 직접 자신의 손으로 땅의 네 모퉁이에서 흙을 펐고 붉은 흙으로 아담의 피를, 검은 흙으로 아담의 창자를, 하얀 흙으로 아담의 뼈와 혈관을, 녹색의 흙으로 아담의 피부를 만들고, 모든 땅에서 흙을 끌어 모아서 아담의 팔과 다리를 만들고, 바벨의 흙으로 아담의 몸통을 만들고, 이스라엘 땅의 흙으로 아담의 머리를 만들었다.
그 후에 아담의 육체에 생기를 불어넣기 전에 아담의 영에게 그로부터 나올 많은 의인들의 황상을 보여주었다고 본다. 그것은 아담이 죄를 지으면 아담 자신뿐만이 아니라 미래의 자신의 모든 후손들까지 벌을 받고 해를 입는다는 것을 알리기 위함으로 해석한다. 또한 야훼는 아담에게 첫째날에 창조되어 하지만 숨겨진 자신의 특별한 빛(אור)을 샤바트 저녁 12시간, 샤바트의 24시간 동안 총 36시간을 누릴 수 있도록 허락하였다.

### 배우자
아담은 다른 자신의 후손들과 달리 특별한 몸으로 창조되었다.↵토라는 야훼가 아담을 창조할 때에는 다른 동물들에게 사용했던 암수(히브리어: ויצר 바이쩨르)라는 표현을 대신하여 히브리어 바이쩨르(ויצר)에서 י를 하나 더 넣은 자웅동체(히브리어: וייצר 바이쩨르)라는 표현을 사용한다. 그 이유는 , 아담이 육체적으로 두 가지의 성별을 가지고 있으며 또한 이성적으로는 이중성을 지니고 있다는 의미로 해석하기도 한다. 이러한 해석속에서 아담의 몸은 앞면은 남성, 뒷면은 여성의 모습이었고 그의 정신은 표면적으로는 좋음을 추구하지만 깊은 곳에는 악을 갈망하는 부분이 있었다고 본다.
갈빗대로 번역된 "첼라 צלע"는 갈비뼈라는 뜻 보다는 주로 옆면 전체를 지칭하는 용어로, 성서의 다른 부분인 출애굽기 25장 14절에서는 법궤(언약궤)의 한 면 전체를, 사무엘상 16장 13절에서는 언덕의 한 면 전체를, 열왕기상 6장 5절과 15-16절에서는 방들이나 기둥들의 옆 면 전체를 칭할 때 사용되었으며, 같은 기원을 둔 아카드어 "첼루(sēlû)" 역시 갈빗대 하나 보다는 주로 사람의 반쪽 전체나 갈빗대 전체의 반쪽이나 건물의 옆면 전체를 지칭하는 단어였다. 이러한 "첼라 צלע"의 원래 의미에 부합하게 미드라시/미드라쉬 창세기/베레시트 랍바 8:1(Midrash Bereshit Rabbah 8:1)과 다른 기록들(Genesis Rabbah on Gen 1:26; Leviticus Rabbah on Lev 12:2)에서는 창조주가 태초의 인간을 반으로 갈라 한 쪽은 아담이, 다른 한 쪽은 하와가 되게 하였다고 이야기 한다.
창세기 2:21의 "깊은 잠"은 히브리어 원어로 "타르데마 תַּרְדֵּמָ֛ה"로, 성서에서 하나님께서 환상을 보여주시기 전에 주시는 잠이기에 하와의 창조 과정은 물리적인 과정이 아니라 아담이 본 환상으로도 해석된다.
유대교의 관점에서 아담은 완벽한 몸을 소유하고 있었고, 유대교에서 말하는 여러 예언자들과 같이 할례가 된 채로 세상에 태어났다.
야훼는 자신의 형태대로 창조된 아담의 앞으로 많은 동물들을 데려갔다. 이것은, 아담이 그의 큰 지혜로 창조물들(동물들)에 세겨진 창조의 고유한 특성을 찾아내어 아담이 그에 맞는 이름을 짓게하기 위함이고 또한 세상의 어떤 동물도 아담 자신의 정당한 배우자가 되지 못함을 그가 깨달아 아담이 야훼에게 배우자를 만들길 요청하게 하기 위함이었다. 여기서 야훼가 아담에게 바로 배우자를 주지 않고 아담의 요청을 기다린 이유는, 야훼는 아담이 결국은 금지된 열매를 먹고 아담의 미래 배우자인 하와에게 따질 것을 미리 보고서는 아담이 요구를 해서 준 아내에게 원망을 하는 것이 그냥 아담에게 먼저 주어진다면 아담의 원망이 더 심해질 것을 예측하였기 때문이었다.
미드라쉬 하가다 유대인의 전승에 따르면 아담이 배우자를 요청하였을 때 야훼는 하바 이전에 아담의 창조 조건과 같이 흙으로 여자인 릴리트를 만들어 주었다. 하지만 릴리트는 아담에게 정당한 이유도 없이 그를 순종하지 않고 후에 그녀는 아담을 떠났다.(이혼) 그리고 그녀는 라샤디(히브리어: לַשֵּׁדִי 라샤디)가 되었다.
그 후에 야훼는 외로움에 시달리던 아담을 잠들게 했다. 그이유는, 야훼의 천사들이 아담의 거대함과 광체를 통한 위엄에 압도되어 그에게 절하고 찬양의 노래를 불렀기 때문이었다. 야훼는 아담을 잠에 들게 함으로 그가 그저 인간일 뿐임을 강조하여 천사들로 하여금 그것을 깨닫게 하기 위함이었다. 야훼는 아담, 그가 자는 동안 그(야훼)의 지혜로 아담의 몸의 뒷면과 앞면의 13번째 갈빗대를 사용하여 하바를 만들었다. 하바는 그에게 맞서는 조력자(히브리어: עזר כנגדו 에제르 케네그도)로 남편이 합당할 때 그녀는 그에게 도움이 되어줄 것이지만 남편이 합당하지 않을 때 그녀는 그에게 대항할 의무를 가지고 있다. 이것으로 유대교에서 말하는 아내의 의미는 남편이 그의 능력을 최대로 발휘해서 토라를 공부하고 실천하도록 격려하는 자이다.

### 아담의 6계명
아담에게는 에덴에서의 생활을 위한 6가지의 계명이 주어졌다.
아담의 6계명은 아래와 같다.
1. 우상숭배 금지
2. 신성모독 금지
3. 살인 금지
4. 간음 금지
5. 도둑질 금지
6. 공정한 재판정 세우기

위의 법들은 후에 '살아있는 동물 섭취 금지'라는 계명이 합쳐지는 데 그것이 야훼가 대홍수 이후 방주에서 나온 노아에게 준 법들인, 노아의 7법이다.
야훼는 아담에게 '그곳에서 일하고 지키라'라고 말한다. 그러나 에덴은 일할 필요가 없었기 때문에, 미드라쉬는 야훼가 아담에게 명령한 '일하고 지키는 것'이 농사를 위해 밭을 갈거나 가지치기를 하고 정원을 지키는 그러한 것이 아닌 '토라를 공부하고 계명을 지키는 것'이라 설명한다.
이러한 계명들을 제외하고 야훼는 첫사람에게 특별한 계명을 하나 더 준다. 그것은, '정원의 모든 나무는 먹되 좋은 것과 악한 것을 알게하는 지식의 나무'는 먹지 말라는 계명이었다.

### 죄
하지만 결국 아담은 열매를 따먹는다. 먼저 하와가 선악과를 따먹었고 그녀는 자신이 벌로 죽은 후에 야훼가 아담에게 다른 아내를 줄 것에 대한 질투심으로 아담에게 갖은 핑계와 협박을 하여 아담에게도 열매를 먹인다. 그 후에 모든 동물들과 식물들이 아담과 하와가 도둑질을 했다고 소리를 질렀다. (참고로 유대교는 누군가와의 약속을 지키지 않는 것 또한 도둑질이라 말한다.)↵그 중에 무화과 나무만이 아담과 하바에게 자신들의 몸을 가릴 잎을 취하길 허락하는 데, 이것으로 미드라쉬는 그 열매가 무화과일 것이라 추측하지만 금지된 열매의 종류는 유대교에서 논란이 많고 정확한 교리가 없으며 추정뿐이다.↵하지만 야훼는 그들이 옷을 입고 나올 수 있도록 기다려 주었다. 야훼가 말한 '아예카'(히브리어: איכה 아예카)는 단순히 그들이 어디에 있음을 물은 것이 아니며 자신은 숨겨진 모든 것을 알고 있으니 회개하라는 뜻이 있었다.
그리고 그는 하나님으로부터 "동산 각종 나무의 열매는 네가 임의로 먹되 선악을 알게 하는 나무의 열매는 먹지 말라 네가 먹는 날에는 반드시 죽으리라"는 지시를 받는다. 그 후 하나님은 아담의 늑골로부터 여자를 창조하고 아담을 돕는 아내로 삼아, "생육하고 번성하여 땅에 충만하라, 땅을 정복하라, 바다의 물고기와 하늘의 새와 땅에 움직이는 모든 생물을 다스리라"며  축복한다.
아담은 아내로부터 선악과를 받아 먹고 눈이 열려 서로가 알몸인 것을 깨닫고 무화과나무의 잎을 모아 허리를 가린다. 그러나 결국 하나님으로부터 선악과를 먹은 사실이 발각되고, 저주받아 흙으로 돌아갈 때까지 땀을 흘려야 먹을 것을 먹는 저주를 받는다. 여자는 잉태의 고통이 더해질 것이며 남편을 사모하고 남편이 그녀를 다스릴 것이라는 저주를 받는다. 하지만, 이는 번역 오류이기에 올바른 번역은 그 의미가 이와는 매우 다르다고 할 수 있다. 해당 구절에서 '고통'과 '수고함'으로 번역된 '이차본'(히브리어: עצבון 이차본)과 이의 어근인 '이차브'(히브리어: עצב 이차브)는 '고통'이 아니라 '근심(하다)'과 '걱정(하다)'을 뜻하며, 이는 성서 본문의 여러 부분에서도 확인된다. 즉, 잉태의 고통이 더해져 수고함 가운데 자녀를 낳는 것이 아니라 잉태와 관련한 근심을 더할 것이고 걱정 가운데 자녀를 낳을 것이라는 말씀이라는 것이다. 남편을 사모한다는 부분은 서기 9세기 경의 사본인 마소라 사본을 채택하여 번역한 것에서 비롯되었다. 마소라 사본보다 약 1000년 이상 더 오래된 사본인 기원전 3세기경의 70인역 사본에서는 '사모(하다)'로 번역된 부분이 '혐오(또는 혐오감을 표시하다)', '경멸(하다)', 그리고 '돌아섬(또는 돌아서다)'을 뜻하는 '아포스트로피'(αποστροφή)로 기록되어 있다. 70인역 사본과 사해문서 사이의 유사점, 신약 시대의 문서들의 구약 인용들이 70인역 사본을 기초로 하고 있기에 마소라 사본과 비교했을 때는 70인역 사본의 기록이 더 신뢰성이 높을 것으로 여겨진다. 그렇기에 해당 구절은 그녀의 '돌아섬'은 낙원에서 남편과 선악과를 먹음으로 하나님을 배반한 그녀의 행위를 가리키는 것으로 보아 그녀가 하나님이 아닌 남편에게로 돌아섰지만 남편은 그녀를 지배할 것이라는 의미나 그녀가 남편을 혐오하겠지만 남편은 그런 그녀를 지배하려 들 것이라는 의미로 해석될 수 있다. 또한, '아포스트로피'는 로마서 11:26을 포함한 신약 성서의 여러 구절들에서 '경건치 않은 것' 또는 '죄'에서 '돌이키라'는 의미로 사용되었는데, 이와 성서에서 반복적으로 강조되는 주제인 '죄의 지배'와 '죄에서 돌이킴'을 고려하면 해당 구절에서 남편이 '죄'에 비유됨을 확인할 수 있다. 물론, 신약 성서에서 사도 바울은 해당 구절은 인용하며 여성의 순종을 언급했지만, 사도 바울의 서신들에 대하여 학계의 대부분의 학자들은 그 저작성과 진위성을 의심한다. 설령 바울의 저작성이 인정되더라도 후대의 편집자들의 손을 거치며 원래의 내용이 온전하게 보존되었다고 확언하기도 어렵다. 특히, 사도행전의 '브리스길라(아내)와 아굴라(남편)'가 고린도전서 16:19에서는 '아굴라와 브리스길라'로 순서가 바뀌어 있다는 것은 성서 학자 Dan McClellan을 포함한 많은 학자들이 지적한 점이다. 이외에도 신약 성서에서는 구약의 번역 오류가 원의미로 받아들여진 다른 경우를 확인할 수 있는데, 시편 110편에는 '너는 멜기세덱의 서열을 따라 영원한 제사장이라'는 표현이 히브리어 원어로는 '너는 내 명령에 따라 영원한 제사장이라, 멜기세덱이여'이지만 히브리서 7장에서는 '너는 멜기세덱의 서열을 따라 영원한 제사장이라'를 뜻하는 헬라어로 기록되어 있는 경우이다. 바울의 인용 역시 이와 비슷한 경우로도 볼 수 있다.
창세기의 뱀은 사탄으로 해석된다. 창세기 3:1은 "들짐승 중에"라고 언급하지만, 영문과 히브리어 원문 성서에서는 "들짐승들 보다"로 되어있기에 "들짐승 중에"는 번역 오류이다. 해당 구절은 들짐승들, 인간, 천사를 포함한 하나님의 모든 피조물들 보다 뱀이 더 간교하다는 의미에서 쓰여졌다고 보는 것이 적절하다. 고대 히브리어에는 모음이 없었기 때문에 창세기의 נָחָשׁ(Nā ḥāš)을 구성하는 문자는 속이는 자나 점술사로 번역될 수도 있다. 형용사의 어근으로서 이 단어는 빛나는을 뜻하는 명사를 의미하는 것으로 번역될 수 있다. 이 단어의 파생어는 성경의 여러 장소에서 동/놋의 빛을 가리키기 위해 사용되었다. 이는 성경에서 일반적으로 천사나 하나님과 관련된 특징이다. International Standard Version 성경은 נָחָשׁ(Nā ḥāš)을 뱀 대신 빛나는 자로 번역한다. 따라서 창세기의 뱀은 종종 성서 속 뱀의 모습을 한 천사인 스랍(שָׂרָף)으로 해석된다. 창세기의 뱀을 향한 "배로 다니고"라는 저주는 피라미드 텍스트에서 뱀에게 눕거나, 쓰러지거나, 내려가거나, 기어가라고 명하는 주문과 유사하다. 이러한 유사점은 "배로 다니고"라는 구절이 사지를 잃는 것을 의미하지 않는 다는 것을 시사한다. 오히려 공격 자세로 똑바로 서 있지 말고 유순한 자세를 하라는 것을 의미의 구절이라는 것이다. 피라미드 텍스트는 또한 뱀이 먼지/흙 속으로 사라지는 명령을 의미한다. 길가메시 서사시와 욥 16:17에서 저승은 먼지의 집이라고 불립니다. 따라서 먼지를 먹는 저주는 지하 세계로 던져지는 것을 의미할 가능성이 높다.
또한 생명나무 열매도 따먹고 영생할까 하는 염려로 에덴 동산 동쪽으로 추방당한다.

## 기독교
성서비평학에서는 창세기에 두 개의 창조기사가 기록된 것에 주목한다. 역사학자와 언어학자들은 이것을 두고 엘로힘 문서와 제사장 문서라는 별도의 출전을 둔 것으로 해석한다. 이 관점에서 창세기 1장~2장 3절의 창조기사는 제사장 문서, 2장 4절~24절의 창조기사는 엘로힘 문서에서 온 것으로 여겨진다.
그 후 3장에서 뱀이 하와를 유혹하고, 하와는 아담을 끌어들여 함께 선악과를 먹는다. 그 결과 서로가 벌거벗었다는 사실을 깨닫고 부끄럽게 여겨 무화과나무잎으로 자신들의 몸을 숨긴다. 시인 바이런은 아담에게 이 때 수염이 났다고 해석한다. 하나님이 아담과 하와를 찾고 무엇을 하고 있는지 묻자 아담은 자신이 알몸이기 때문에 몸을 숨겼다고 대답한다. 선악과를 먹었냐고 묻자 하와가 꼬드겨 먹게 되었다고 대답한다. 하나님은 결국 아담과 하와가 생명나무의 열매를 먹어 자신들과 같게 되는 것을 무서워해 에덴동산에서 추방하고 벌을 내린다.
이후 아담은 식량을 얻기 위해 노동을 시작한다. 아담과 하와가 낳은 아이들 중 카인과 아벨, 셋의 이름만 전해진다. 구약 외경인 희년서에서는 아담의 딸 중 셋의 아내로 아즈라, 카인의 아내로 아원이 있었다고 그 이름을 기록한다. 아담은 930세에 죽었다.
성경의 계보에 따르면 아담은 노아의 아버지 라멕이 56세일 때 사망하는데, 이는 노아의 탄생 127년 전이다.

## 이슬람교
이슬람교의 꾸란에서 아담(آدم)은 원래 한 방울의 정액으로 이후 한 덩어리의 피가 되었고, 마침내 알라에 의해서 사람이 되었다고 여겨진다. 알라의 첫 번째 예언자로 여겨진다. 이름이 알려지지 않은 아내(기독교에서의 하와)에게서 유혹을 받고 선악과를 먹었으며 알라를 속이려했지만, 충분한 회개를 통해 죄를 용서받았다고 기록된다. 아담의 아내를 유혹한 것은 이블리스로, 자신을 낙원에서 추방한 것에 대해 인류에게 한 최초의 복수로 여겨진다.
아담은 최초의 인간이자 최초의 예언자이기 때문에 최초의 이슬람교로도 인식된다.

## 기타 종교에서

### 드루즈인
드루즈인에게는 아담과 하와는 이원적인 우주의 힘으로 간주해지는데, 서로가 서로 보완하며 아담은 우주의 의사를, 이브는 우주의 정신을 체현한다고 본다.

## 같이 보기
- 아담과 하와
- 골렘
- 성경 등장인물 목록
- 카인과 아벨
- 선아담인류론